# Baden-Württemberg-Klasse
Die Baden-Württemberg-Klasse, marineintern auch Fregatte 125 oder kurz F125 genannt, ist eine Fregatten-Klasse der Deutschen Marine. Die vier Überwasserkampfschiffe ersetzen die ehemals acht Schiffe der Bremen-Klasse (F122). Außerdem stellt die Baden-Württemberg-Klasse mit einem neuen Konzept erweiterte Fähigkeiten zur Verfügung. So soll sie wesentlich länger im Einsatzgebiet bleiben können sowie mit einem größeren Geschütz und den eingeschifften Spezialkräften auch Unterstützung für landseitige Kampf- oder Stabilisierungseinsätze ermöglichen. Die Hauptaufgaben bestehen in maritimen Stabilisierungsoperationen niedriger und mittlerer Intensität.

## Auslegung und Anforderungen

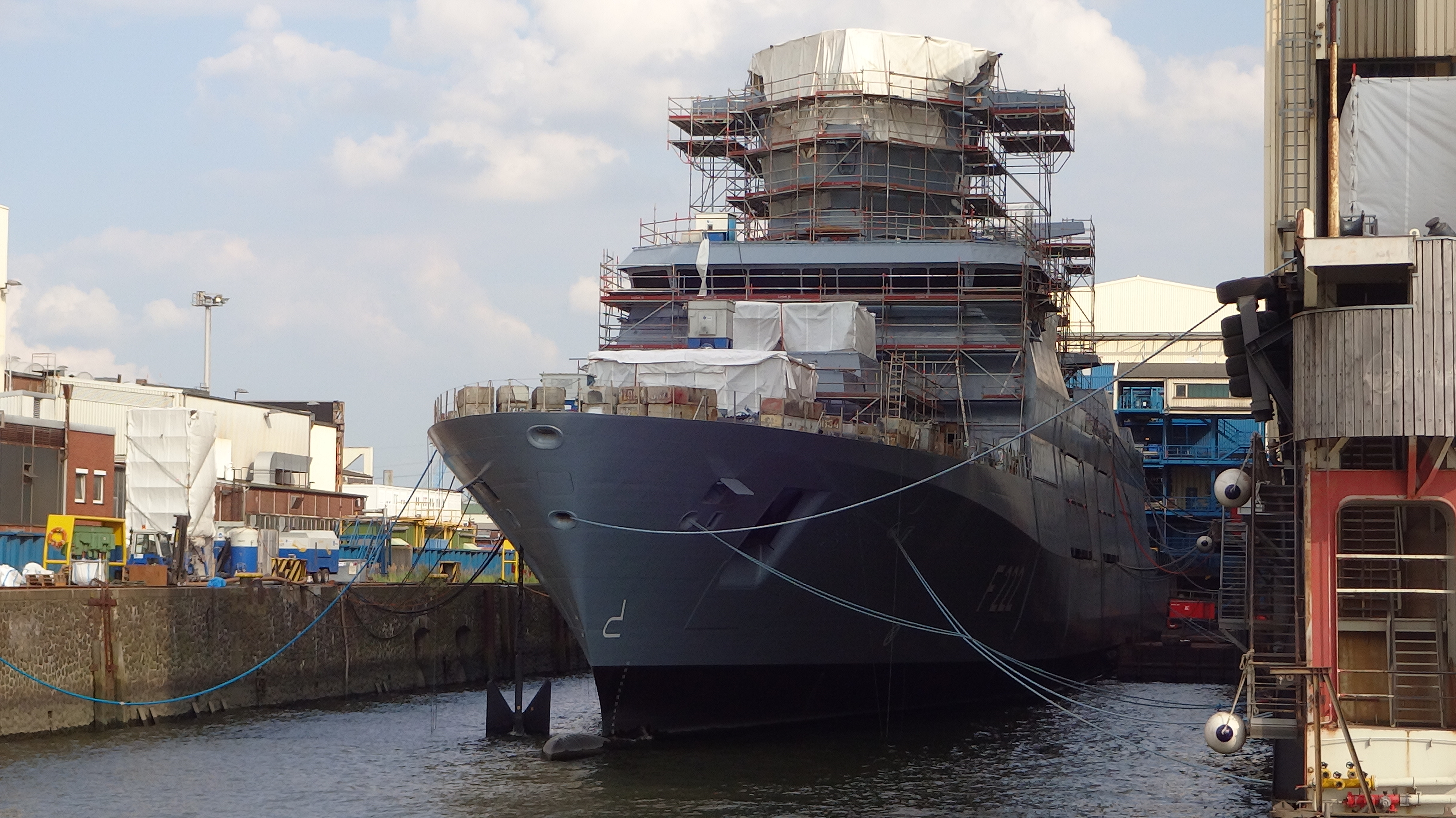
Fregatte F222 Baden-Württemberg in der Werft Blohm + Voss in Hamburg im Juli 2014

Zu den Hauptaufgaben der F125 zählen die Seeraumüberwachung in Stabilisierungsoperationen und die Unterstützung des Einsatzes von Spezialkräften von See her sowie der Beschuss von Landzielen im Rahmen der Streitkräftegemeinsamen Taktischen Feuerunterstützung (STF). Zum Aufgabenspektrum gehören somit Einsätze in der Bündnisverteidigung und Krisenprävention sowie humanitäre Rettungsmissionen, Terrorismusbekämpfung und die Abwehr asymmetrischer Bedrohungen wie unter anderem Piraten. Damit unterscheiden sie sich von der zusätzlich geplanten kampfstärkeren Niedersachsen-Klasse.
Wesentliche Anforderung ist die Intensivnutzbarkeit. Das bedeutet lange Wartungsintervalle, um bis zu zwei Jahre andauernde Operationen mit einer durchschnittlichen Einsatzdauer von 5000 Seebetriebsstunden pro Jahr durchführen zu können, ohne den Heimathafen anzulaufen. Dies entspricht nahezu einer Verdopplung der Einsatzzeit und Vervierfachung der Wartungsintervalle gegenüber den Forderungen an bisherige Fregattenklassen. Außerdem soll ein Intervall von 60 Monaten für die Hauptinstandsetzungen erreicht werden. Die Fregatten sollen überdies unter extremen Klimabedingungen operieren können.
Im Vergleich zu den bisherigen Fregatten der Deutschen Marine soll, trotz der mit über 7100 Tonnen Einsatzverdrängung überdurchschnittlichen Größe der F125, die Besatzungsstärke drastisch reduziert werden. So werden nur 120 statt bisher 200 bis 250 Besatzungsmitglieder dauerhaft an Bord sein. Da die erhöhte Verweildauer im Einsatzgebiet von einer Besatzung alleine nicht zu tragen ist, wird es faktisch eine zweite Besatzung geben. Es ist geplant, acht Besatzungen durch Ausbildungsabschnitte und Einsatzzeiträume durchrotieren zu lassen, so dass im Rhythmus von vier Monaten die Besatzung im Einsatzgebiet gewechselt wird. Der Crewwechsel erfolgt nahtlos am Einsatzort. Die angestrebte Verminderung der Besatzungsstärke erfordert eine umfangreichere Automatisierung. Die Anlagen müssen technisch so ausgelegt sein, dass sie Betrieb und Wartung mit wenig Personal gewährleisten. Diese höchst anspruchsvolle Anforderung an die Technik, bedingt durch den hohen Grad an Automatisierung und die lange Standzeit im Einsatzgebiet, setzt voraus, dass die Besatzung neben ihren regulären Einsatzaufgaben einen erhöhten Anteil an den geplanten Maßnahmen zur Materialerhaltung im Einsatzgebiet selbst übernehmen muss. Daneben sind Unterbringungskapazitäten für bis zu 50 Personen von Spezial- oder spezialisierten Kräften inklusive Ausrüstung (unter anderem ein 10-m-Einsatzboot mit 40 kn) vorgesehen, die bei bisherigen Schiffstypen der Deutschen Marine fehlen.

### Begrenzte Kampfkraft
Kritiker der Konzeption sehen die Schiffe eher als große Patrouillenboote. Die Klasse sei optimal für Einsätze gegen Piraten und die Überwachung eines Waffenembargos auf See, aber nicht für Seegefechte. Das 127-Millimeter-Geschütz hat mit seiner Standardmunition eine Reichweite von 30 Kilometern (zur reichweitengesteigerten Vulcano-Munition siehe Abschnitt Geschützturm); das Schiff wäre beim Einsatz gegen Landziele gefährdet, da es im Einsatzbereich einfacher landgestützter Schiffsabwehrraketen läge. Die F125-Klasse hat keine Möglichkeiten, Angriffe von Raketen und Flugzeugen in mittlerer und größerer Entfernung abzuwehren. Zur U-Boot-Abwehr sind die Schiffe ganz auf Bordhubschrauber angewiesen. Anderen Fregattenklassen ist es dagegen möglich, sowohl sich selbst als auch andere Schiffe vor Luft-, U-Boot- oder Raketenangriffen zu schützen. Zum Zeitpunkt der geplanten Indienststellung 2017 bestand seitens der NATO aufgrund der geänderten weltpolitischen Lage ein größerer Bedarf an solchen kampfstärkeren Einheiten als noch in der Konzeptionsphase der Baden-Württemberg-Klasse. Der Auftrag zum Bau der kampfstärkeren Niedersachsen-Klasse war zu diesem Zeitpunkt noch nicht erteilt.
Zur Verbesserung der Flugabwehrfähigkeiten plant die Bundeswehr, die Nachrüstung des Flugabwehrsystems IRIS-T SLM auf den Schiffen der Klasse F125 zu testen.

### Zielbild Marine 2035+
Als Folge des veränderten Sicherheitsumfelds durch den russischen Überfall auf die Ukraine wurde ein neues Zielbild der Marine vorgestellt mit „deutlicher Betonung der Abschreckung“ potentieller Gegner mittels Einheiten hoher Schlagkraft. Insbesondere Seekriegsmittel, welche primär auf Einsätze niedriger Intensität ausgerichtet sind, werden hierfür als ungeeignet angesehen. Entsprechend ist im Zielbild der Marine bis 2035 eine Reduzierung um eine Einheit des Typs F125 zugunsten kampfstärkerer Einheiten vorgesehen. Damit wird auch dem im Zielbild geforderten „konsequente[n] Umsetzen des Faktors 3 bei der Anzahl der erforderlichen Seekriegsmittel (1/3 in der Werft, 1/3 in voller Gefechtsbereitschaft, 1/3 in abgestufter Gefechtsbereitschaft)“ entsprochen. Bei der Vorstellung des Strategiepapiers „Kurs Marine“ im Mai 2025 wurde die Anzahl der für 2035 vorgesehenen Schiffe der Klasse jedoch wieder auf „3-4“ erhöht.

## Beschaffung

### Auftragsvergabe
Für die Entwicklung und zum Bau der Fregatten haben sich die Werften ThyssenKrupp Marine Systems und Lürssen zur Arbeitsgemeinschaft Fregatte 125 (ARGE F125) zusammengeschlossen. Am 28. Juli 2005 wurde von der ARGE F125 dem Bundesamt für Wehrtechnik und Beschaffung (BWB) das Bauangebot für vier Fregatten übergeben. Der Haushaltsausschuss des Deutschen Bundestages genehmigte am 20. Juni 2007 trotz Kritik durch den Bundesrechnungshof den Bau von vier Schiffen im Umfang von 2,6 Milliarden Euro. Am 26. Juni 2007 unterzeichneten das BWB und die ARGE F125 den Bauvertrag für vier Fregatten der Klasse F125. Baubeginn für das Typschiff war am 9. Mai 2011, und am 2. November wurde es auf Kiel gelegt. Lürssen war mit 20 Prozent beteiligt und zeichnete für den Bau der Bugsektionen verantwortlich, Blohm + Voss für die übrigen Sektionen, die Endmontage und -ausrüstung sowie die Durchführung der Seeversuche.

### Verzögerungen und technische Probleme
Ursprünglich sollten die Fregatten ab 2014 in Dienst gestellt werden, dieser Termin musste aber mehrfach verschoben werden. Aufgrund erweiterter Anforderungen der Bundeswehr in Bezug auf Festig- und Steifigkeit sowie mehr Raum zur Unterbringung der Bordhubschrauber verschob sich der Zulauf gemäß dem Änderungsvertrag von 2009 in die Jahre 2016 bis 2018. Schon vor der Fertigstellung musste 2015 der Lack unterhalb der Wasserlinie erneuert werden, da es wegen Verwendung einer falschen Farbe zu Muschelbewuchs und Abplatzungen gekommen war. Vorher hatte es monatelange Verzögerungen wegen der Brandschutzbeschichtung und der Kabel gegeben. Dann gab es Probleme mit dem Getriebe des Hauptantriebes. Im Januar 2017 war der Bau der vier Schiffe 29 Monate im Rückstand, davon 15 Monate für Überarbeitungen der Konstruktion, acht Monate wegen mangelhaften Brandschutzanstrichs und sechs Monate wegen Verzögerungen bei der Verlegung der je 500 Kilometer Kabel je Schiff.
Die Baden-Württemberg kam im Zuge der Werfterprobung am 7. April 2016 das erste Mal in Fahrt. Ihre Indienststellung war für 2017 vorgesehen, zur Beseitigung schwerwiegender Mängel wurde sie jedoch Ende 2017 an den Hersteller zurückgegeben. Es gab Probleme vor allem bei der Software, aber auch beim Schiffsrumpf und der übrigen Ausrüstung wie dem Radar, dem Wasseraufbereitungssystem und der Lebensmittelkühlung.

### Indienststellung der Fregatten
Die Indienststellungen der Fregatten der Baden-Württemberg-Klasse erfolgten von 2019 bis 2022.
- F222 Baden-Württemberg am 17. Juni 2019
- F223 Nordrhein-Westfalen am 10. Juni 2020
- F224 Sachsen-Anhalt am 17. Mai 2021
- F225 Rheinland-Pfalz am 13. Juli 2022

Allerdings bedeutete „Indienststellung“ noch nicht, dass die „technische Einsatzreife“ erreicht war. Letztere war beispielsweise bei der Rheinland-Pfalz für den 1. Juli 2023 vorgesehen, rund ein Jahr nach der Indienststellung.

## Technik und Systeme

### Sensoren

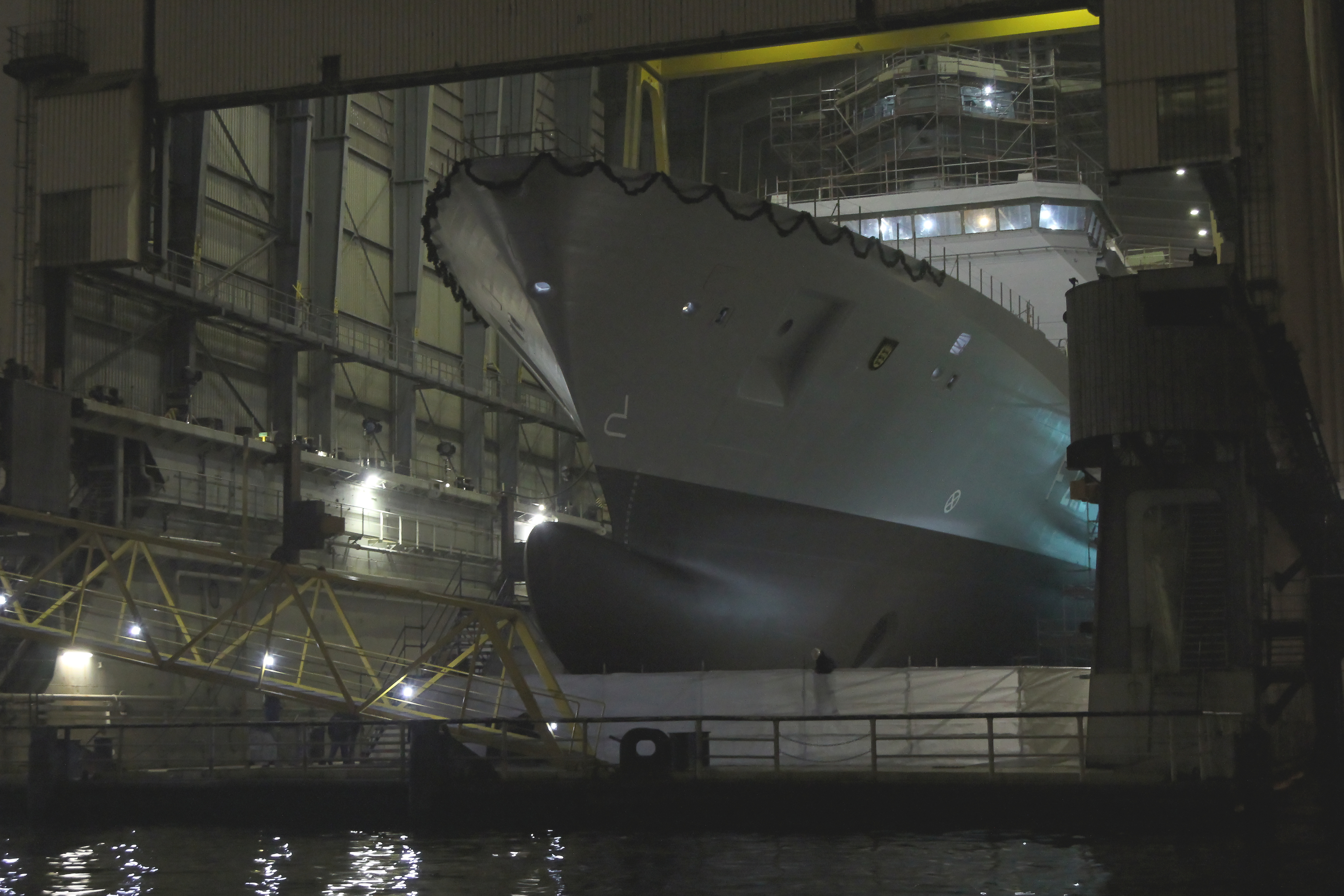
Die Baden-Württemberg im Bau bei Blohm & Voss in Hamburg

- AESA-Multifunktionsradar TRS-4D von Hensoldt (ehemals Cassidian)[20]
- Navigationsradar von Raytheon Anschütz[21]
- Hensoldt MSSR 2000I & LTR 400 Freund-Feind-Erkennung Mode 5/S
- MSP 600-125 Elektro-optische Tracker von Rheinmetall Defence
- SIMONE (Ship Infrared Monitoring Observation and Navigation Equipment)-360°-Überwachungssystem von Diehl Defence
- Elektronische Aufklärung RESM/CESM KORA 18 von GEDIS
- Taktischer Datenlink: Link 11, Link 16 und Link 22
- mobiles Taucherdetektionssonar (MTDS) Cerberus Mod2 von Atlas Elektronik
- SAR-Funkpeilsystem RT-500-M von RHOTHETA Elektronik GmbH

### Bewaffnung
Neben den Hauptwaffensystemen verfügt die Fregatte aufgrund ihrer speziellen Auslegung auf asymmetrische Bedrohungen über eine Vielzahl an Rohrwaffen kleinen Kalibers. So sind zwei Revolverkanonen MLG 27 (27 mm-Marineleichtgeschütz) der Firma Rheinmetall mittschiffs sowie fünf 12,7 mm-RCHMG „HITROLE NT“ (Remote Controlled Heavy Machine Gun) von Leonardo S.p.A. (ehemals Oto Melara) steuer- und backbordseitig an Deck sowie auf dem Hangar eingerüstet. Letztere können über die Reling hinaus so hinuntergeklappt werden, dass sie an der Bordwand entlang feuern können. Zum Schutz der Besatzung werden diese Systeme von der Operationszentrale aus fernbedient. Zum passiven Schutz vor Flugkörpern verfügt das Schiff über vier Täuschkörperwurfanlagen MASS (Multi Ammunition Softkill System). Darüber hinaus können körpergesteuerte Maschinengewehre vom Kaliber 12,7 mm montiert werden.

#### Geschützturm
Das 127-mm-Geschütz von Leonardo S.p.A. (vormals Oto Melara) befindet sich auf dem Vorderdeck vor dem RAM-Werfer. Es hat eine Rohrlänge von 8128 Millimetern und ein Gewicht von 33 Tonnen. Das Geschütz ist eine Weiterentwicklung des 127/54 Compact und zeichnet sich im Vergleich zu seinem Vorgängermodell durch ein reduziertes Gewicht und durch eine deutlich verringerte Radarsignatur aus. Im Unterdeck befinden sich vier Trommelmagazine, die je 14 Schuss enthalten; eine Ladeautomatik ermöglicht es, gerade nicht genutzte Magazine noch während des Feuerns nachzuladen. Die Feuerrate beträgt 32 Schuss pro Minute.
Neben dem Verschuss herkömmlicher Granaten ist auch die Nutzung von Vulcano-Munition vorgesehen, wodurch die Kampfentfernung von 30 km auf über 100 km erhöht werden kann. Mit dem Geschütz lassen sich so neben Seezielen und Flugobjekten in der Sekundärrolle auch Landziele bekämpfen.

#### Seezielflugkörper
Als Seezielflugkörper sind RGM-84 Harpoon in zwei Vierfachstartern eingerüstet, die sich zwischen den Aufbauten der TRS-4D Radaranlage befinden. Die Harpoon wird von einem Teledyne-Turbojet Modell J402-CA-400 mit einem Schub von 3,0 kN angetrieben und mit einem Booster gestartet, der über 2,9 Sekunden einen zusätzlichen Schub von 53 kN liefert. Der Flugkörper verfügt über einen WDU-18/B-Gefechtskopf mit 221 Kilogramm Hochexplosivsprengstoff. Die Navigation zum Ziel erfolgt mit einem inertialen Navigationssystem, während die Harpoon in der Anflugphase rund 15 Meter über dem Wasser zum Ziel navigiert. Dabei kann ein Knick in die Flugbahn eingebaut werden, um das Zielgebiet aus einer bestimmten Richtung anzufliegen. Sobald sich der Flugkörper in einer vorbestimmten Distanz zum vermuteten Ziel befindet, schaltet er sein bordeigenes Ku-Band-Radar ein, um das Ziel zu finden. Alternativ kann das Radar sofort nach dem Start oder intermittierend aktiviert werden. Sobald das Ziel erfasst ist, nähert sich die Lenkwaffe diesem in einer Flughöhe von 2 bis 5 Metern bis zum Einschlag. Der Gefechtskopf zündet nicht direkt beim Aufschlag, sondern zeitverzögert, so dass die Explosion im Schiffsinneren stattfindet und erheblich mehr Schaden verursacht als bei einer kontaktzündenden Waffe. Die Reichweite beträgt über 140 km.

#### Nahbereichsverteidigungssystem
Das Nahbereichsverteidigungssystem (CIWS, Close-In Weapon System) Mark 31 besteht aus den Flugkörpern RIM-116 Rolling Airframe Missile, die sich in Transportkanistern vom Typ EX-8 befinden. Die Kombination wird wiederum als EX-44 bezeichnet. Der drehbare Werfer mit 21 Zellen vom Typ Mark 49 besteht aus der Startbox und einer Lafette, die vom Phalanx CIWS übernommen wurde und als Mark 144 oder kurz RAM bezeichnet wird (nach dem verwendeten Flugkörper „Rolling Airframe Missile“). Die Baden-Württemberg-Klasse besitzt zwei RAM-Starter – einen zwischen dem Geschützturm und der Brücke sowie einen auf dem Hangar. Hauptaufgabe des Nahbereichsverteidigungssystems ist das Abfangen feindlicher Seezielflugkörper.
Der RIM-116-Flugkörper basiert auf einer frühen Version der Luft-Luft-Rakete AIM-9 Sidewinder, der Sucher wurde von der FIM-92 Stinger übernommen. Die Flugkörper sollen in der Version Block 2 geliefert werden, die gegenüber den älteren Versionen nach Herstellerangaben über eine deutlich gesteigerte Agilität sowie eine auf 13 km erhöhte Reichweite verfügt. Der Mach 3 schnelle Flugkörper besitzt einen RF-/IR-Dualsucher, wodurch das Ziel als Anti-Radar-Boden-Luft-Rakete angesteuert werden kann. Der RF-Teil ist in Form von vier Antennen, von denen zwei nach vorn gerichtete „Hörner“ bilden, neben dem abbildenden IR-Sucher integriert. Der IR-Sucher in der Spitze besteht aus einem linearen 80-Pixel-Array, das aufgrund der Rollbewegung des Flugkörpers eine Rosettenabtastung im Flug vollführt. In der Nähe des Ziels erfolgt die zusätzliche Führung durch die intelligente Bildverarbeitung des Suchers, allerdings ist auch ein Abschuss nur durch RF-Lenkung möglich. Der RAM-Flugkörper kann sowohl gegen Luft- als auch gegen Bodenziele eingesetzt werden. Vorteil ist, dass das Schiff rein passiv über das FL 1800 S einen Emitter beschießen kann. Der Fire-and-Forget-Flugkörper sucht nach dem Abfeuern selbständig das Ziel, eine Heranführung ist nicht nötig.

### Allgemein

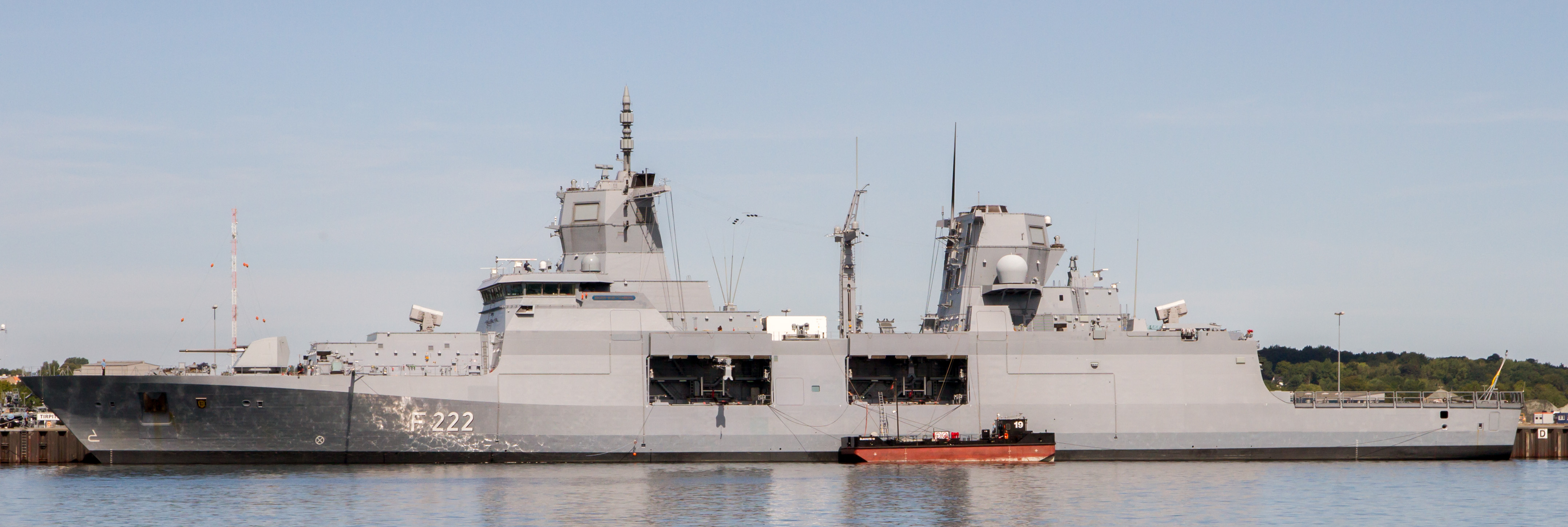
Die Baden-Württemberg mit geöffneten Abteilen für die Einsatzboote

#### Aufbau
Für die Überlebensfähigkeit des Schiffes wurde die F125 nach dem Zwei-Insel-Prinzip konstruiert. Das heißt, alle einsatzwichtigen Systeme sind auf die beiden Inselaufbauten verteilt bzw. redundant vorhanden. Daher sind die Flächen des Phased Array Radars auch auf der Außenseite beider Inselaufbauten montiert.
Um die Radarsignatur des Schiffes zu reduzieren, sind die Seitenwände gegenüber der Wasseroberfläche abwechselnd geneigt (X-Form). Auch andere Aufbauten wurden nach dem Prinzip der Tarnkappentechnik gestaltet, so sind zum Beispiel die Einsatzboote hinter einer klappbaren Verkleidung verborgen.

#### Antrieb
Für den Antrieb ist ein CODLAG-System mit einer Gesamtleistung von 29,4 Megawatt (MW) vorgesehen. Bei Marschgeschwindigkeit erfolgt der Antrieb dieselelektrisch mit zwei Elektromotoren von je 4,5 MW Leistung, für die Höchstgeschwindigkeit kann eine Gasturbine mit 20 MW über das Mittelgetriebe zugeschaltet werden. Zur Stromerzeugung sind vier Dieselgeneratoren mit einer Leistung von je 2,9 MW eingebaut. Als Manövrierhilfe ist ein Bugstrahlruder mit 1,0 MW Leistung vorgesehen.

#### Systeme

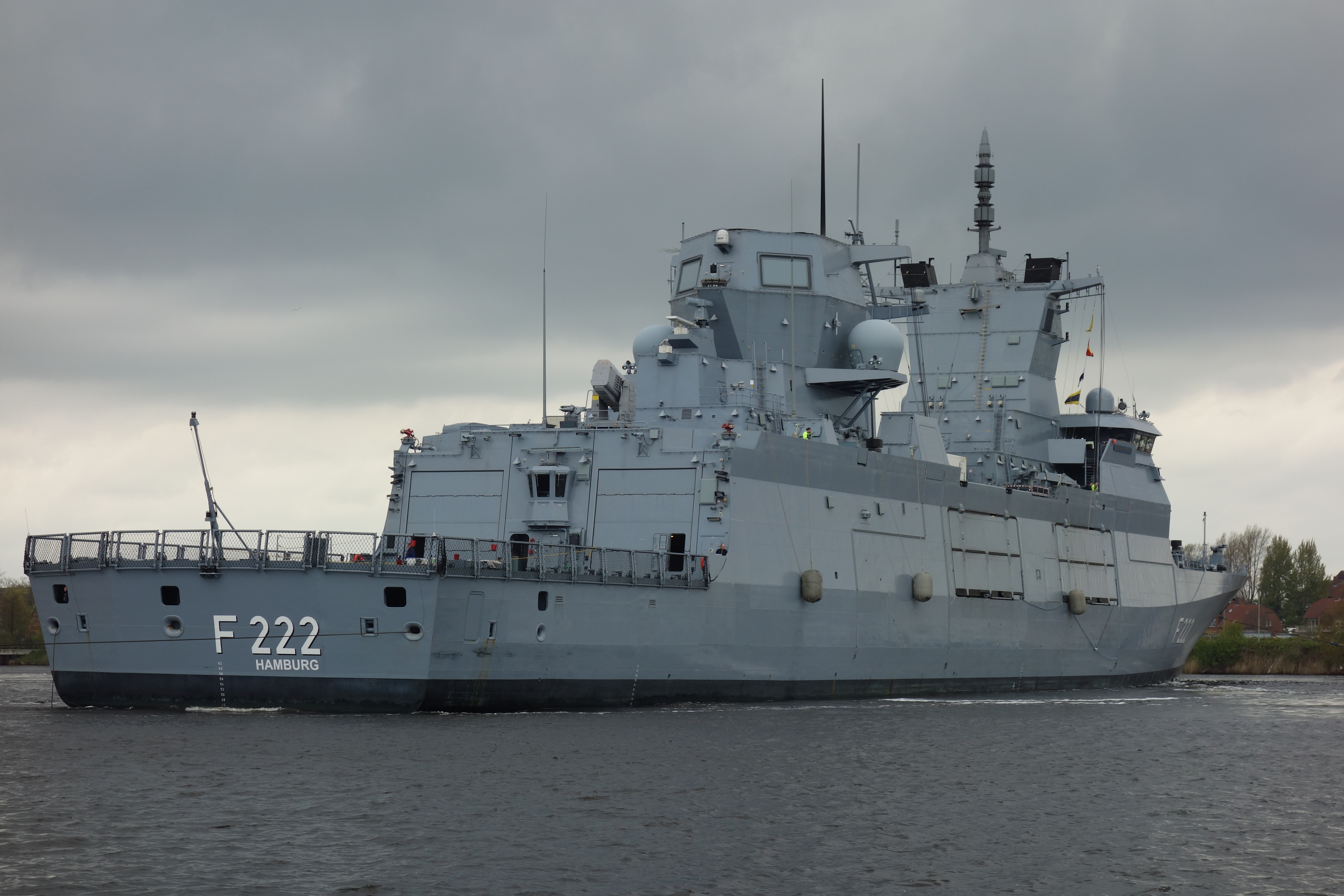
Heckansicht der Baden-Württemberg

Für das Führungs- und Waffeneinsatzsystem ist die Firma Atlas Elektronik verantwortlich, die die Schiffe mit dem taktischen Datenlink-System ausrüstet sowie die Aufgabe des Gesamtsystem-Entwurfs aller Effektoren und Sensoren und deren Integration übernimmt. Das Hochleistungsradar wird von Hensoldt (ehemals Airbus Defence and Space) geliefert.

#### Bordhubschrauber
Ebenso wie bei den Fregatten der Bremen-, der Brandenburg- und der Sachsen-Klasse dienen die zwei Bordhubschrauber der Bekämpfung von Seezielen, die außerhalb der Waffenreichweite der Fregatte selbst liegen, und zur U-Boot-Jagd. Es können zwei Hubschrauber vom Typ Sea Lynx mitgeführt werden. Die Bordhubschrauber werden mit Hilfe einer Bordhubschrauber-Verfahranlage automatisch vom Helipad in den Hangar und umgekehrt verfahren. Die Bordhubschrauber können zur U-Jagd mit zwei Torpedos vom Typ MU-90 bewaffnet werden. Um den Flugbetrieb zu starten, muss die Flugdeckreling umgeklappt und der Flight Control Tower besetzt werden. Bei der U-Jagd führt ein Sea Lynx das Tauchsonar mit („Dipper“), während der andere mit Torpedos bereitsteht („Pony“). In der Anti-Schiff-Rolle gibt es kein festes Einsatzschema.
Die Sea Lynx-Bordhubschrauber sollen ab 2025 vom Multi Role Frigate Helicopter (MRFH) Sea Tiger abgelöst werden, einer Marineversion des NH90. Im Gegensatz zum Sea Lynx kann ein einzelner Sea Tiger Dipping-Sonar und Leichtgewichtstorpedos mitführen, um U-Boote aufzuklären und zu bekämpfen.

## Einheiten, Geschwader und Standorte

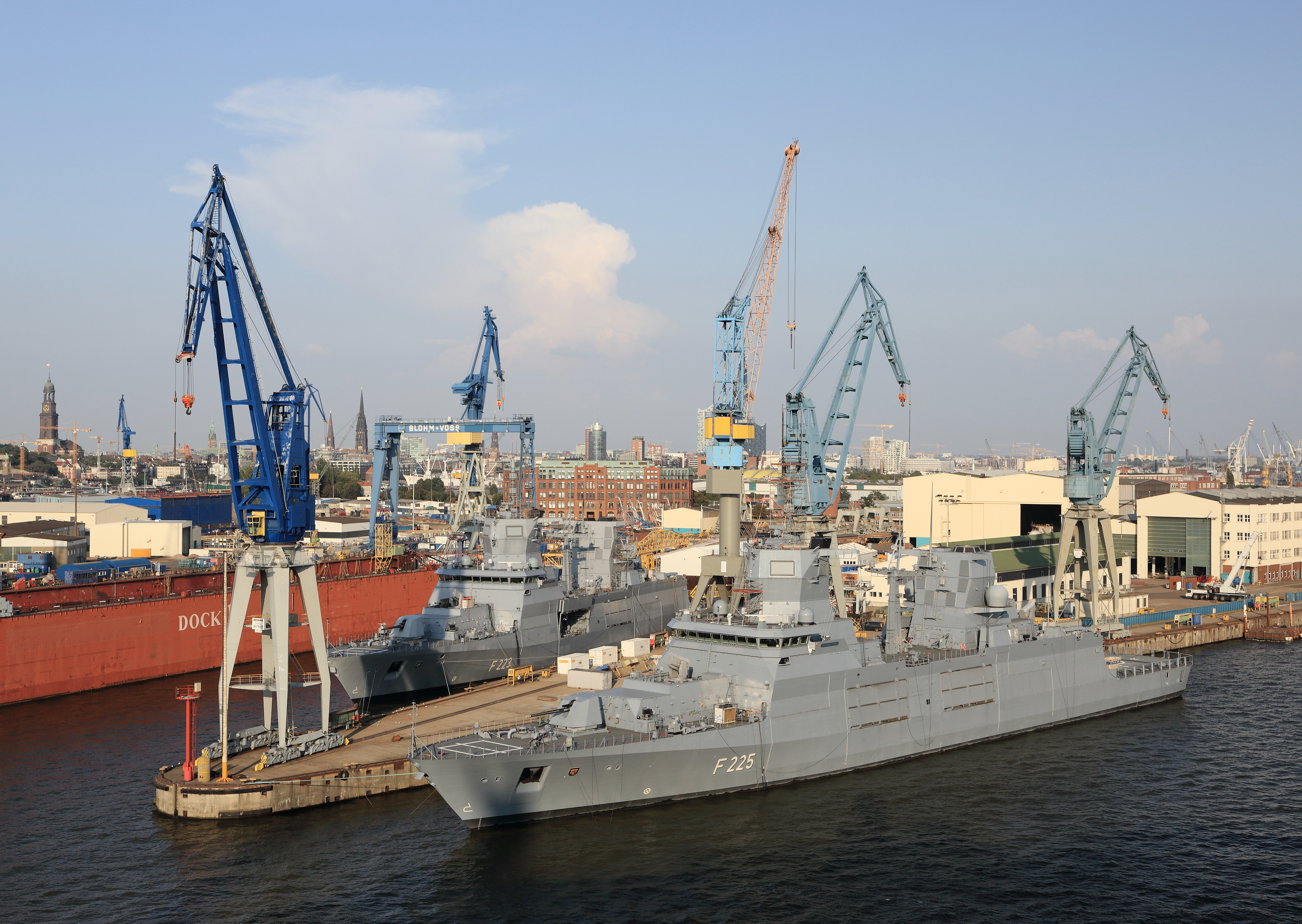
Die im Bau befindlichen F223 und F225 in Hamburg

Die Schiffe werden dem 4. Fregattengeschwader der Einsatzflottille 2 unterstellt und im Marinestützpunkt Wilhelmshaven stationiert.
| Kennung | Name                | Rufzeichen | Werft                                | Kiellegung       | Stapellauf    | Ablieferung       | Indienststellung |
| ------- | ------------------- | ---------- | ------------------------------------ | ---------------- | ------------- | ----------------- | ---------------- |
| F222    | Baden-Württemberg   | DRAD       | ThyssenKrupp Marine Systems, Lürssen | 2. November 2011 | 31. März 2014 | 30. April 2019    | 17. Juni 2019    |
| F223    | Nordrhein-Westfalen | DRAE       | ThyssenKrupp Marine Systems, Lürssen | 24. Oktober 2012 | 9. April 2015 | 1. September 2017 | 10. Juni 2020    |
| F224    | Sachsen-Anhalt      | DRAF       | ThyssenKrupp Marine Systems, Lürssen | 4. Juni 2014     | 4. März 2016  | 22. Februar 2018  | 17. Mai 2021     |
| F225    | Rheinland-Pfalz     | DRAG       | ThyssenKrupp Marine Systems, Lürssen | 29. Januar 2015  | 24. Mai 2017  | 28. Januar 2022   | 13. Juli 2022    |

Es war ursprünglich vorgesehen, für die vier Fregatten acht Besatzungen (Alpha bis Hotel) aufzustellen, die im Rahmen des Mehrbesatzungskonzepts unabhängig von der Plattform durch die verschiedenen Phasen von Ausbildung, Übung und Einsatz durchrotieren. Im September 2024 gab der Befehlshaber der Flotte, Vizeadmiral Frank Lenski, bekannt, dass die Marine die F125 zukünftig mit einer festen Besatzung fahren werde. Das Mehrbesatzungskonzept der F125 werde ausgesetzt.

## Kommandanten
| Nr. | Crew ALPHA                                                      | Crew BRAVO                                                    | Crew CHARLIE                                                 | Crew DELTA                                                                   | Crew ECHO                                          | Crew FOXTROT                                                       | Crew GOLF | Crew HOTEL |
| --- | --------------------------------------------------------------- | ------------------------------------------------------------- | ------------------------------------------------------------ | ---------------------------------------------------------------------------- | -------------------------------------------------- | ------------------------------------------------------------------ | --------- | ---------- |
| 1.  | Fregattenkapitän Markus Venker 6. Oktober 2014–21. Oktober 2020 | Fregattenkapitän Björn Baggesen 1. April 2015–1. April 2017   | Fregattenkapitän Stefan Schulz 4. Juli 2016–15. April 2021   | Fregattenkapitän Björn Baggesen 1. April 2017–12. Oktober 2018               | Fregattenkapitän Jan Jansen bis 16. September 2021 | Fregattenkapitän Sascha Schwarzer 2. Oktober 2020–26. Oktober 2023 |           |            |
| 2.  | Fregattenkapitän Kay Beger 21. Oktober 2020–26. September 2023  | Fregattenkapitän Andreas Konz 1. April 2017–2. Oktober 2020   | Fregattenkapitän Stefan Rappelt 15. April 2021               | Fregattenkapitän Elmar Bornkessel 12. Oktober 2018– 16. Dezember 2021        | Fregattenkapitän Sascha Huth ab 16. September 2021 | Fregattenkapitän Rico Geisler ab 26. Oktober 2023                  |           |            |
| 3.  | Fregattenkapitän Danilo Petzsch 26. September 2023              | Fregattenkapitän Jens Schaadt 2. Oktober 2020–5. Oktober 2023 | Fregattenkapitän Bogislav-Jesko von Puttkamer 11. April 2024 | Fregattenkapitän Tilmann von der Lühe 16. Dezember 2021 – 24. September 2024 |                                                    |                                                                    |           |            |
|     |                                                                 | Fregattenkapitän Dirk Mattheis5. Oktober 2023                 |                                                              | Fregattenkapitän Daniel Läzer 24. September 2024                             |                                                    |                                                                    |           |            |